# نیل کمپل
نیل کمپل (انگلیسی: Neil Campbell; ۱ مهٔ ۱۷۷۶ – ۱۴ اوت ۱۸۲۷) پرسنل نظامی اهل پادشاهی بریتانیای کبیر بود. وی همچنین برندهٔ جوایزی همچون شوالیه (عنوان) شده‌است.